# 佐藤亜美
佐藤 亜美（さとう あみ、1月29日 - ）は、日本の声優、舞台女優。株式会社ソレモ所属。宮城県出身。めるへん名義でも活動している。

## 出演

### 舞台
劇団麦
- 第96回公演 飛べない天使たちのララバイ - 角田愛 役

TAMAMOプロジェクト（2011年10月19日） - エキストラ
- 舞台「玉藻前〜TAMAMO〜」

革命アイドル暴走ちゃん（「めるへん」名義）
- 国内暴走デビュー戦「騒音と闇」 TPAM in Yokohama 2014 ショーケース登録公演（2014年2月14日〜2月16日、相鉄本多劇場）
- 『GEISAI#20暴走日の丸クロージングアクト「THE NOISE!!!!!」〜芸術の祭典現場からのおーよっしゃ行くぞー!!!!!〜』 - 演出助手
- OzAsia Festival 招聘公演 （2015年9月30日〜10月3日、The Space/オーストラリア・アデレード）
- オーストラリア凱旋公演（2015年10月28日〜11月1日、あうるすぽっと）

爬虫類企画
- 「ヴィランの沼に咲く」、「潜入偽装ファミリア」 - エラ娘、ザトミ 役
- 「究極町内会」シアターグリーンBIG TREE THEATER - レナ 役

### ナレーション
- ベスト個別学院 20点アップのヒミツ篇 TVCM
- みやぎ生活協同組合 「めぐみ野春・夏」篇 TVCM
- みやぎ生活協同組合 「個人宅配春・夏」篇 TVCM
- みやぎ生活協同組合 「ワンダー・ビッグバーゲン」篇 TVCM
- みやぎ生活協同組合 「スーパー朝市」篇 TVCM
- みやぎ生活協同組合 「キャッシュレス還元 お知らせ」篇 TVCM

### ゲーム
- 『最終戦艦withラブリーガールズ』（中国版） - U-552、グラーフ・ツェッペリン、シェフィールド

### 歌
- オムニバスアルバムHappy Place Records002（2016年12月リリース）
- Happy Place Records002リリースパーティ出演（2017年2月4日）

### その他
- 青少年のためのバレエコンクール バレコン仙台（2009年9月）  - アナウンス
- 鬼小十郎まつり（宮城県白石市、2010年10月2日） - アナウンス
- ラジオ3 マイタウンレディオ